# 苏我理右卫门
苏我理右卫门（日语：そが りえもん、1572年—1636年）是住友集团的创始人之一，也是住友集团创始人之一的住友政友的姐夫。
1590年，在京都五条经营铜精制、铜细工的「泉屋」开张并成为了店主，研制出从粗铜里面分离銀的「灰吹法」精炼技术。
除此之外，苏我家和住友家的关系非常好。苏我理右卫门娶住友政友的姐姐为妻，之后他的长男友以过继给住友家做养子。友以死后，友以的妻子再嫁给了苏我理右卫门的儿子政以。两家关系非同一般。